# Ingegneria biomedica

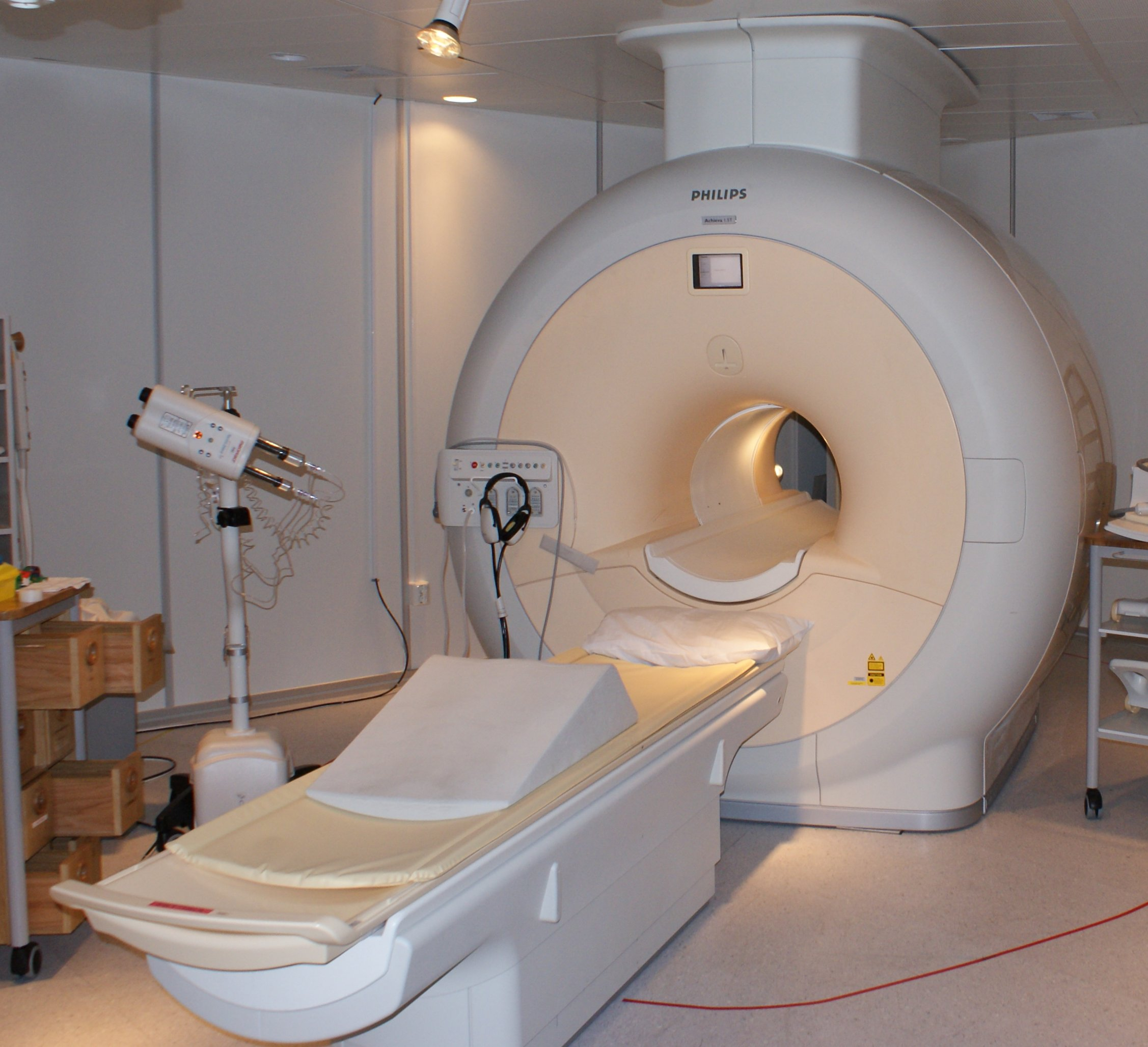
Apparecchiature per Risonanza magnetica nucleare

L'ingegneria biomedica o bioingegneria (da non confondersi con le biotecnologie) è un ramo dell'ingegneria che applica principi di fisica, matematica, chimica, biologia, scienza dei materiali e di altre discipline collegate alla progettazione di sistemi e soluzioni per le scienze biomediche. La finalità di tale integrazione è prevalentemente rivolta all’ambito tecnologico, industriale, scientifico, clinico, ospedaliero.

## Descrizione
Storicamente nasce grazie alle applicazioni di varie discipline (meccanica, elettronica, chimica, ecc.) sviluppatesi autonomamente all'interno del proprio ambito a partire dagli sviluppi della biomeccanica, della biochimica, dei biomateriali, dell'elettrofisiologia, della neurofisiologia, delle scienze cognitive, della biosistemistica; dall'altro dall'approccio di sintesi di tipo cibernetico tendente a mettere al centro il sistema biomedico in oggetto (un organo, una cellula, una funzione organica, un processo biochimico, una struttura sanitaria, una sala operatoria, ecc.) risolvendone i problemi con le varie conoscenze dell'ingegneria.
Oggi è consolidata l'identità dell'ingegneria biomedica come disciplina autonoma ed insieme trasversale ad altre tradizionali ingegneristiche, essendone l'applicazione di queste alla biologia e alla medicina.
Da questa sua fisionomia discendono le varie branche: 
- il gruppo della bioingegneria industriale comprendente l'ingegneria biomeccanica, l'ingegneria biochimica e l'ingegneria dei biomateriali.
- il gruppo della bioingegneria dell'informazione comprendente la bioingegneria elettronica, l'ingegneria bioinformatica, la bionica, la modellistica biomedica, l'ingegneria dei segnali biomedici e l'ingegneria dei sistemi biomedici e sanitari.

### L'ingegnere biomedico
Per poter svolgere il proprio lavoro l'ingegnere biomedico coniuga le conoscenze relative ai metodi e gli strumenti propri dell'ingegneria con le competenze tipiche dell'ambito della medicina e della biologia. L'ingegnere biomedico fornisce la propria collaborazione a partire dalla fase di studio del problema medico-biologico, in modo da poter avere una visione globale completa e non presentata a posteriori da medici o biologi. Per questo motivo la preparazione dell'ingegnere biomedico può comprendere conoscenze di anatomia, biologia, fisiologia oltre ovviamente alle conoscenze ingegneristiche tradizionali quali matematica, fisica, meccanica, chimica, energetica, elettronica, informatica e gestionale.

## Settori di applicazione

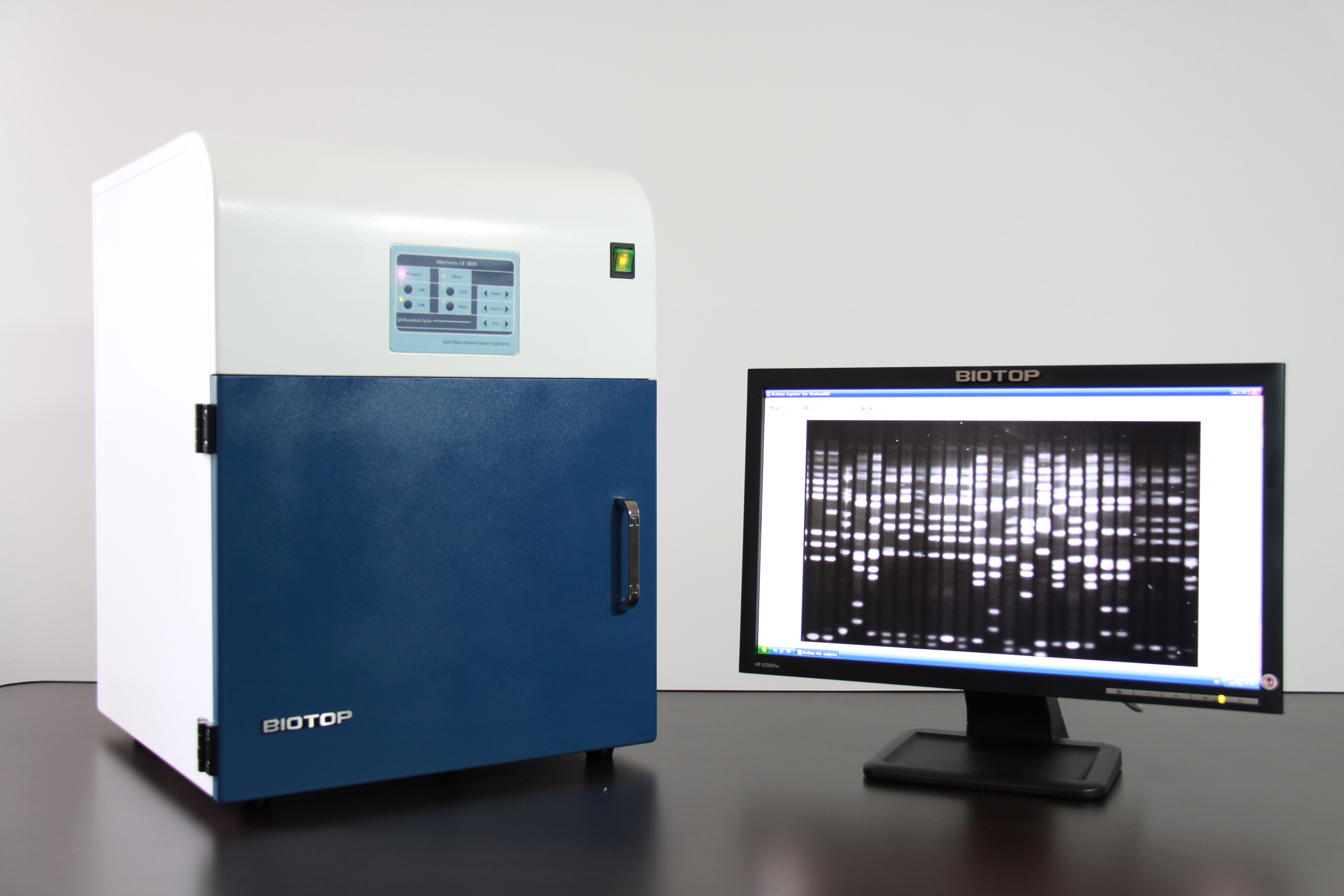

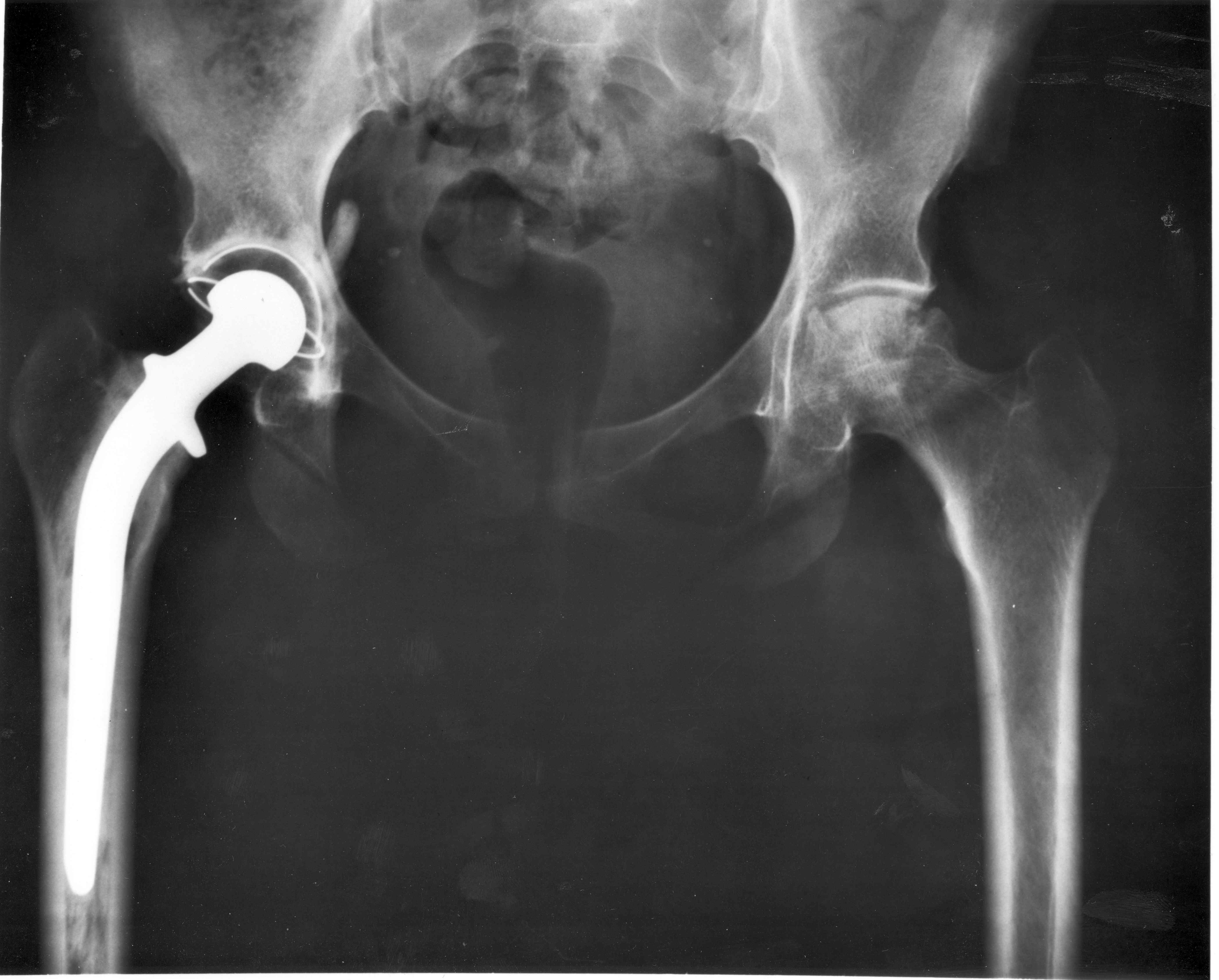
Esempio di protesi

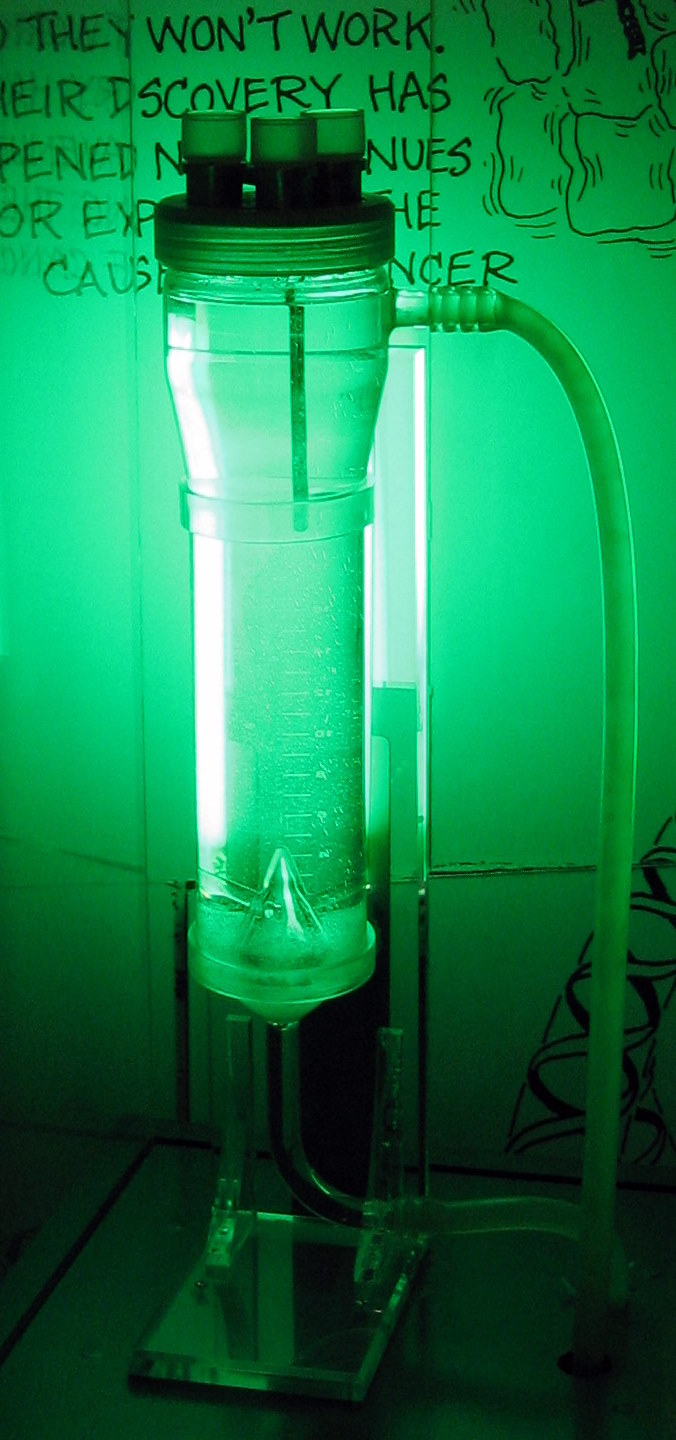
Bioreattore

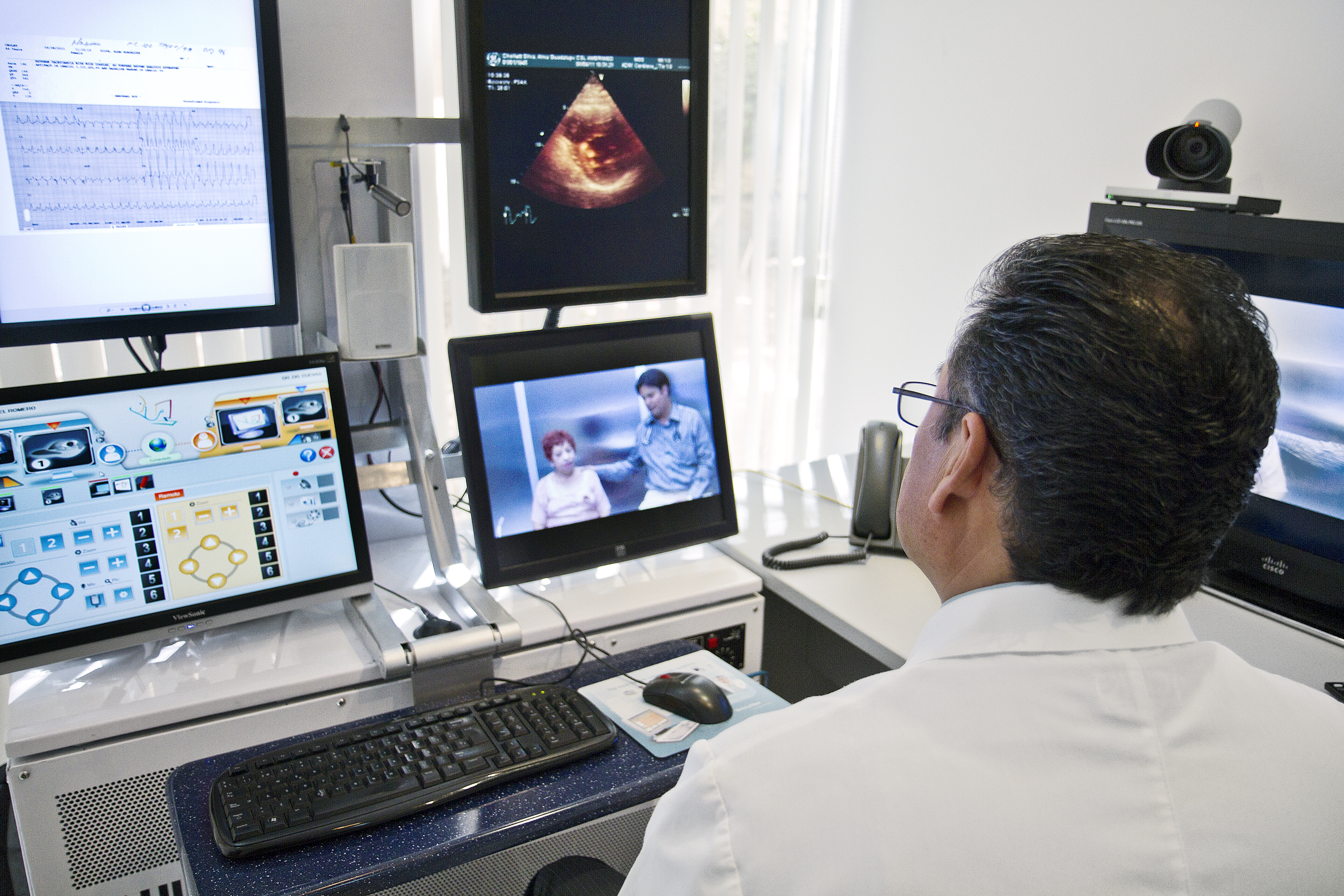
Telemedicina

L'ingegnere biomedico lavora in differenti settori dell'ingegneria: sviluppo, progettazione, organizzazione;
si veda il DPR. 328/2001

### Sviluppo
L'ingegnere biomedico sviluppa:
- metodi di analisi per sistemi biologici molto complessi, per poterli semplificare utilizzando modelli artificiali
- metodi di analisi e acquisizione di segnali che provengono dai sistemi biologici, per poterli codificare con una strumentazione adatta.
- materiali avanzati ed innovativi, valutandone la capacità di supportare la proliferazione cellulare per la ricostruzione di organi e tessuti biologici
- contribuisce allo sviluppo tecnologico nell'ambito delle biotecnologie e delle nanotecnologie

### Progettazione
L'ingegnere biomedico progetta:
- apparecchiature elettromedicali per la diagnosi, la terapia e la riabilitazione
- organi artificiali e protesi
- bioreattori
- sistemi informativi dedicati alla sanità e alla telemedicina

### Organizzazione
L'ingegnere biomedico organizza:
- l'uso e la manutenzione della strumentazione biomedica
- l'organizzazione dei reparti e delle aziende ospedaliere
- si occupa anche della sicurezza relativa ai dispositivi medici e quindi dovrebbe conoscere le normative vigenti

## Ambiti di lavoro

### Professione regolamentata
In Italia, differentemente dall'estero, la progettazione e le attività di sviluppo correlate ai dispositivi medici sono professioni regolamentate dal D.P.R. 5 giugno 2001, n. 328 (G.U. 17 agosto 2001, n. 190, S.O.)
Art. 46. Attività professionali:
1. Le attività professionali che formano oggetto della professione di ingegnere sono così ripartite tra i settori di cui all'articolo 45, comma 1:
a) ... omissis ...
'b) per il settore «ingegneria industriale»: pianificazione, la progettazione, lo sviluppo, la direzione lavori, la stima, il collaudo, la gestione, la valutazione di impatto ambientale'
- di macchine, impianti industriali,
- di impianti per la produzione, trasformazione e la distribuzione dell'energia,
- di sistemi e processi industriali e tecnologici,
- di apparati e di strumentazioni per la diagnostica e per la terapia medico-chirurgica

### Strumentazione biomedica

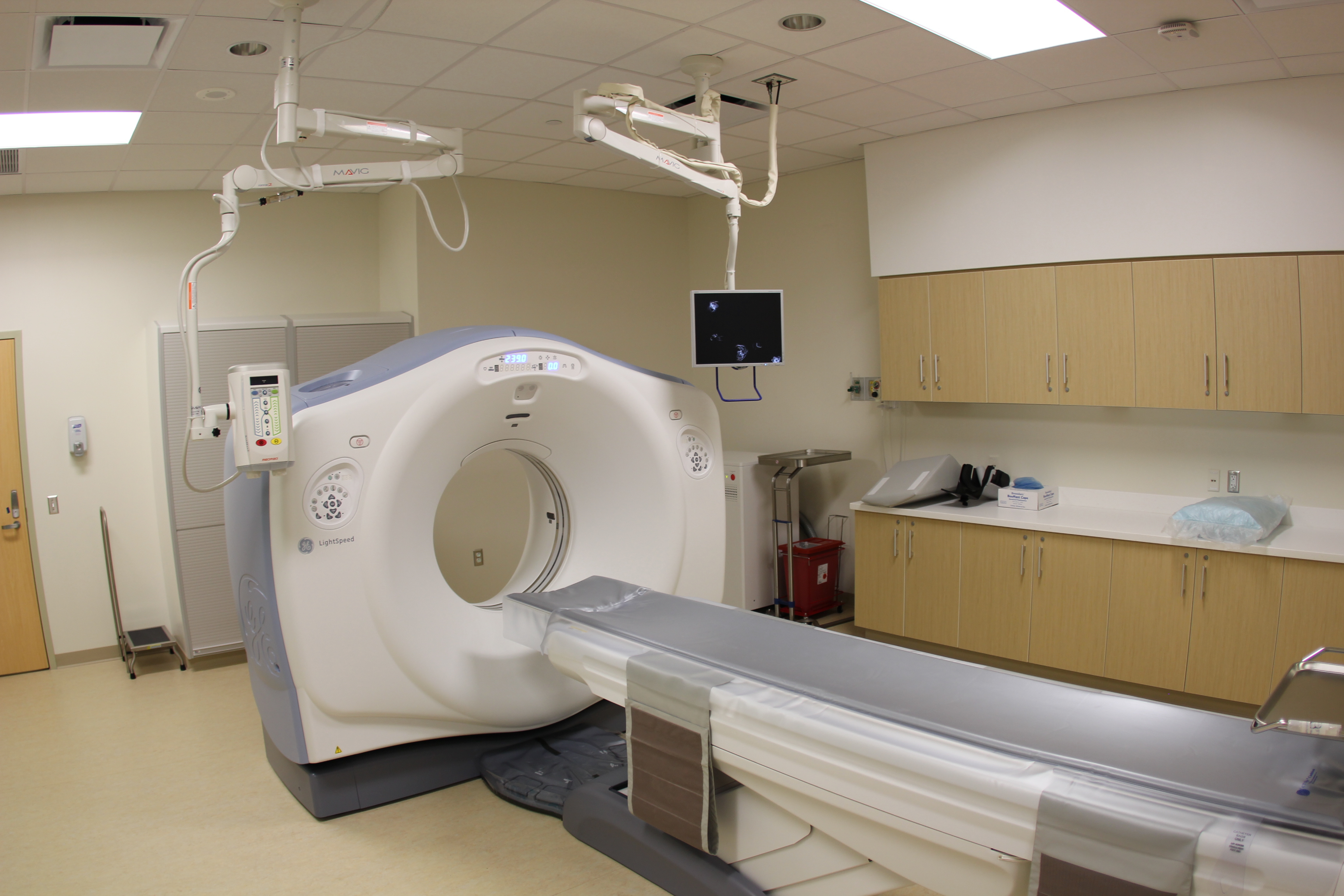
Apparecchiatura per tomografia computerizzata

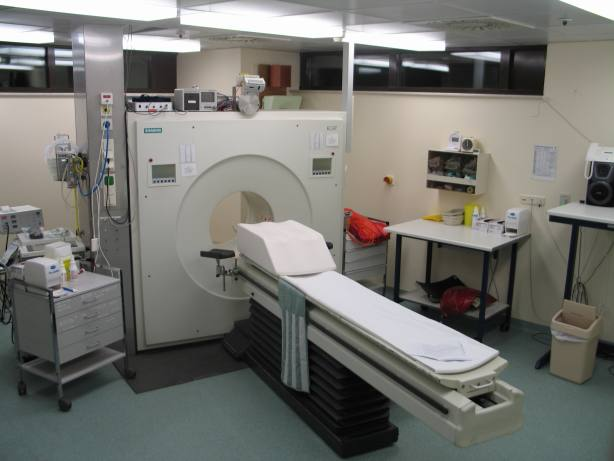
Strumentazione per la tomografia ad emissione di positroni

L'ambito della strumentazione biomedica si occupa della progettazione, sviluppo, realizzazione e test di dispositivi meccanici e/o elettronici da applicare in ambito clinico, o altrimenti come ausilio all'attività di ricerca nelle scienze biologiche e fisiologiche.
La strumentazione biomedica può essere suddivisa in vari settori a seconda della modalità di classificazione scelta, ossia in base allo scopo clinico, al campo di applicazione, alla zona dell'organismo interessata, al tipo di analisi effettuata o alla fonte di energia utilizzata. In riferimento alla prima modalità citata, l'ambito clinico, la strumentazione può essere
- diagnostica
- terapeutica
- riabilitativa

Sebbene non esista una distinzione netta fra i tre campi, è opportuno operare tale suddivisione per un'analisi più sistematica dell'argomento e perché si tratta di una distinzione centrata sulla figura del paziente e sulle sue esigenze.

#### Strumentazione diagnostica
Nella seguente categoria sono incluse per lo più le apparecchiature utilizzate in medicina nucleare e radiologia che sfruttano tecniche di imaging a scopo diagnostico.
Tra gli esempi più rappresentativi ricordiamo la radiografia a raggi X, la tomografia computerizzata (TC), l'imaging a risonanza magnetica (MRI), la tomografia ad emissione di positroni (PET), la tomografia computerizzata ad emissione di singolo fotone (SPECT), l'ecografia ecc.

#### Strumentazione terapeutica

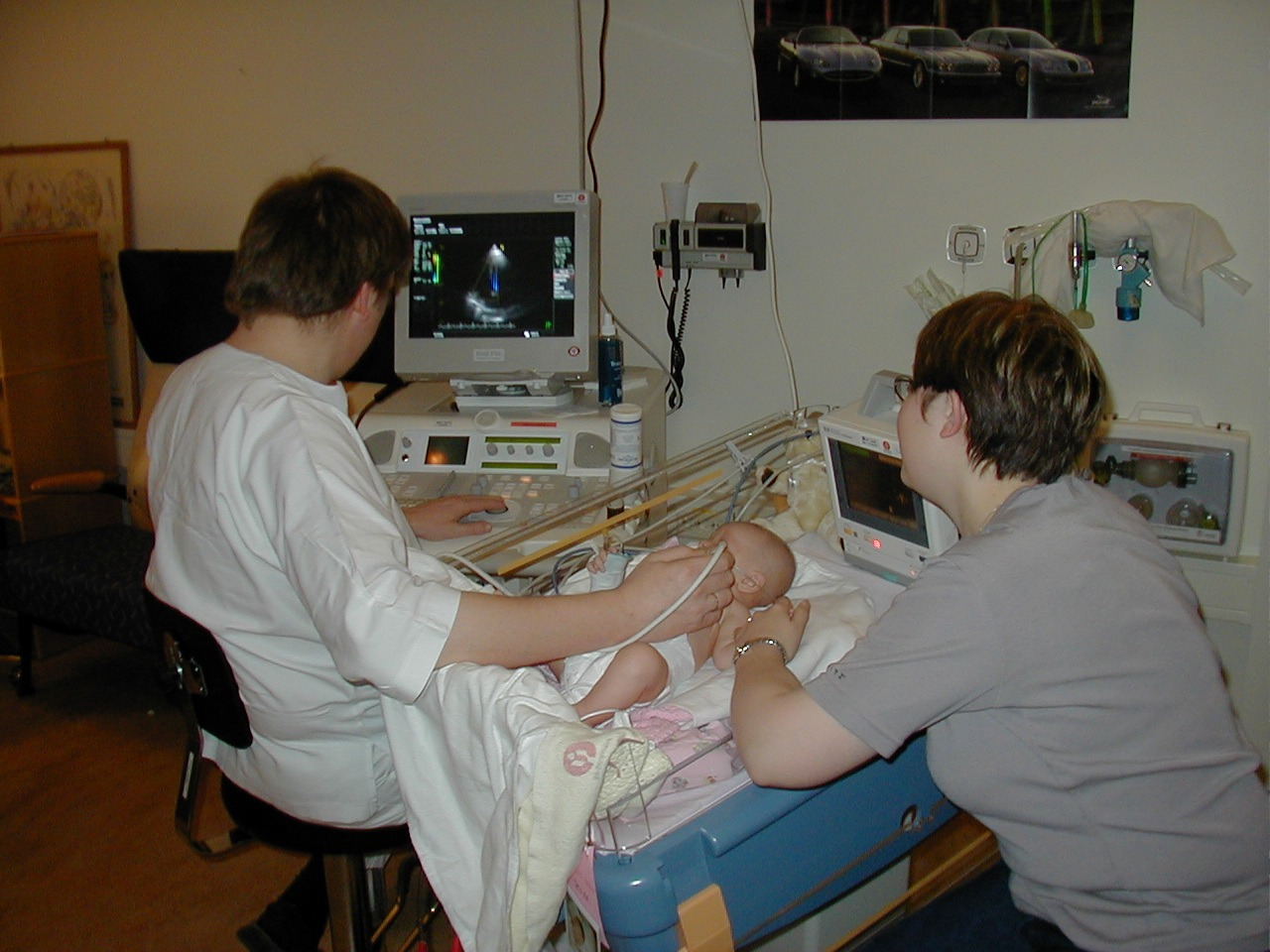
Strumentazione per ecografia

In questa sezione si includono tutti quei dispositivi, elettrici o meccanici di supporto all'attività terapeutica del paziente o che costituiscono l'intervento principale della terapia stessa.
Alcuni esempi sono il dializzatore, il litotritore, il pacemaker, le valvole cardiache artificiali, i cardioversori e defibrillatori, il cuore artificiale, la macchina cuore polmone per circolazione extracorporea, i neurostimolatori, gli apparecchi acustici e molti altri ancora: darne un elenco esaustivo sarebbe proibitivo e privo di senso, dal momento che di continuo nuovi apparecchi vengono impiegati in specifiche terapie, o gli stessi apparecchi esistenti modificati vengono impiegati per nuove terapie.
Si tratta di dispositivi molto delicati da tenere sotto costante controllo in quanto, a differenza della categoria precedente, spesso si ha a che fare con energie molto superiori a quelle utilizzate in campo diagnostico e che entrano in diretto contatto col paziente, interagendo direttamente con esso o modificandone alcuni parametri fisiologici e/o fisici. In fase di progettazione si deve pertanto prevedere una possibile diagnostica il meno possibile invasiva delle condizioni dell'apparecchio, per poterne programmare con sufficiente anticipo e rischi minimi la sostituzione o la riparazione.

#### Strumentazione riabilitativa

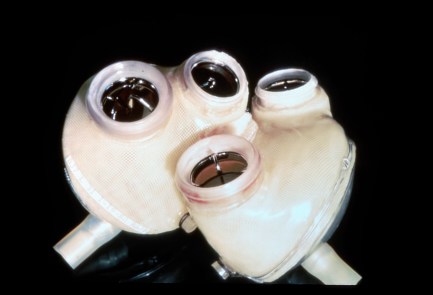
Cuore artificiale

L'ultima sezione qui presentata comprende quella della strumentazione utilizzata a fini riabilitativi: sebbene questa sezione abbia molto in comune con la precedente, anzi spesso i due campi vengono considerati simili, è bene distinguere tali dispositivi in quanto si tratta spesso di macchine che tentano di modificare un parametro fisiologico, fisico o meccanico del paziente al fine di farne recuperare il normale e autonomo funzionamento. 
Si tratta quindi per lo più di soluzioni temporanee che non mirano semplicemente a fornire un supporto terapeutico, ma hanno uno scopo più ambizioso. Bisogna comunque sottolineare che spesso questi dispositivi, come nel caso delle protesi, pur cercando di integrarsi pienamente nei processi metabolici e meccanici, possono talora rimanere in modo permanente nel corpo dell'ospite, o possono altre volte essere riassorbiti dall'organismo.
Alcuni esempi sono le protesi, gli organi artificiali, le macchine pneumatiche per il recupero post-traumatico, esoscheletri e altri ancora.

### Informatica biomedica

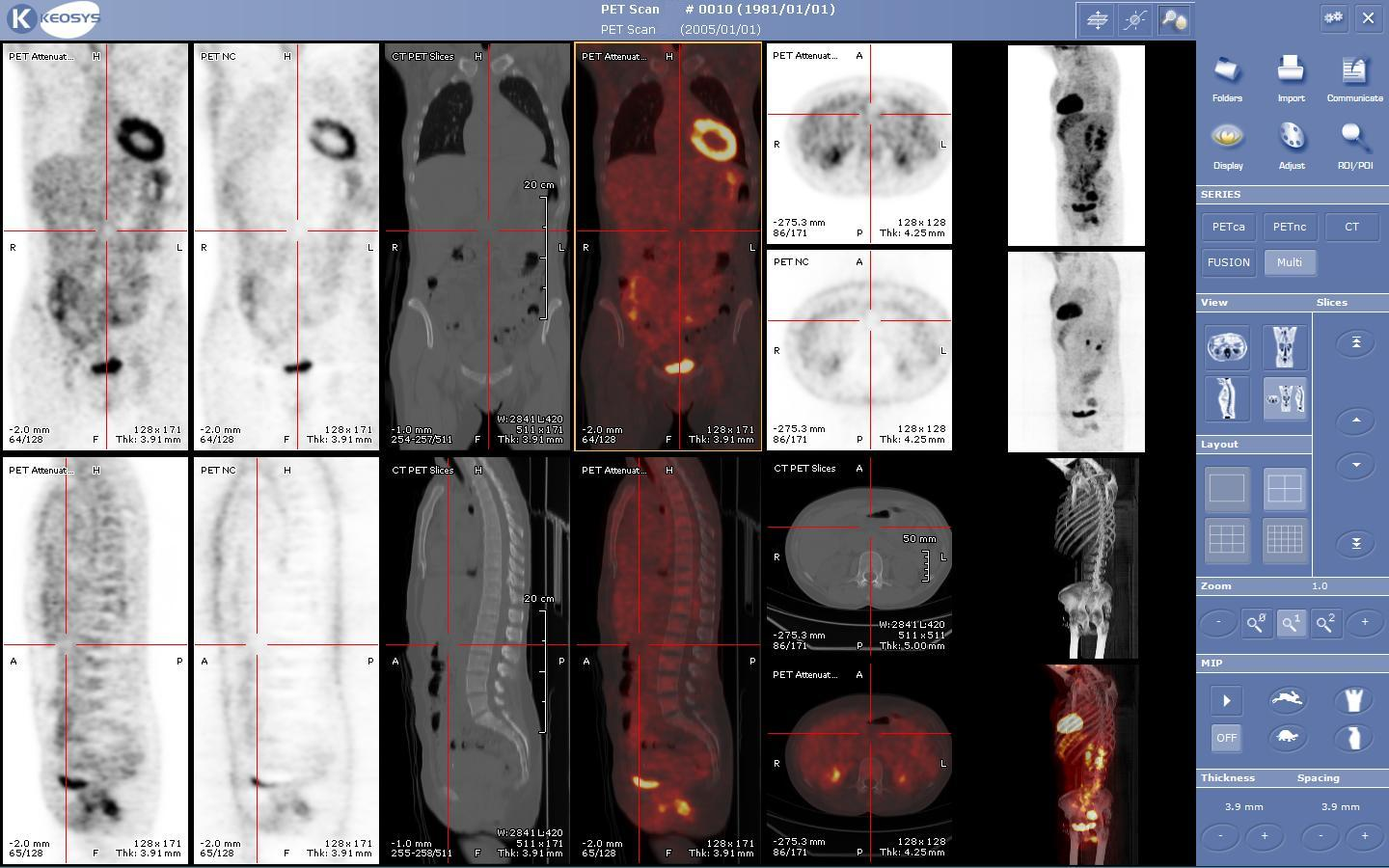
PET in sistema PACS

Il campo dell'informatica biomedica abbraccia diversi aspetti. Il primo campo di applicazione è quello della gestione informatizzata dei dati sanitari (cartella clinica elettronica), con particolare attenzione ai problemi di tipo legale insiti nella manipolazione di dati sensibili.
Inoltre l'informatica biomedica affronta il problema della trasmissione ed indicizzazione delle immagini ottenute da dispositivi digitali di acquisizione (TAC, MRI, ecc). Il problema riguarda sia la trasmissione di immagini per applicazioni di telemedicina sia l'immagazzinamento dei dati in appositi server digitali (PACS). Di fondamentale importanza in questo campo è l'uso del protocollo DICOM per la codifica delle immagini mediche digitali.
L'informatica biomedica affronta il problema dell'elaborazione delle immagini,  come la visualizzazione tridimensionale. Di grande interesse è il campo della fusione di immagini, in cui immagini provenienti da diverse modalità di acquisizione vengono combinate per fornire al medico le informazioni in modo integrato.
Infine come branca dell'informatica medica c'è la radiomica, nata negli ultimi anni grazie al recente sviluppo di algoritmi di intelligenza artificiale sempre più performanti. Si occupa della ricerca e dell'implementazione di nuove metodologie di diagnosi semi-automatica e automatica tramite modelli predittivi e algoritmi di machine learning basati sull'elaborazione di bioimmagini e di big data in ambito clinico.

### Biomeccanica

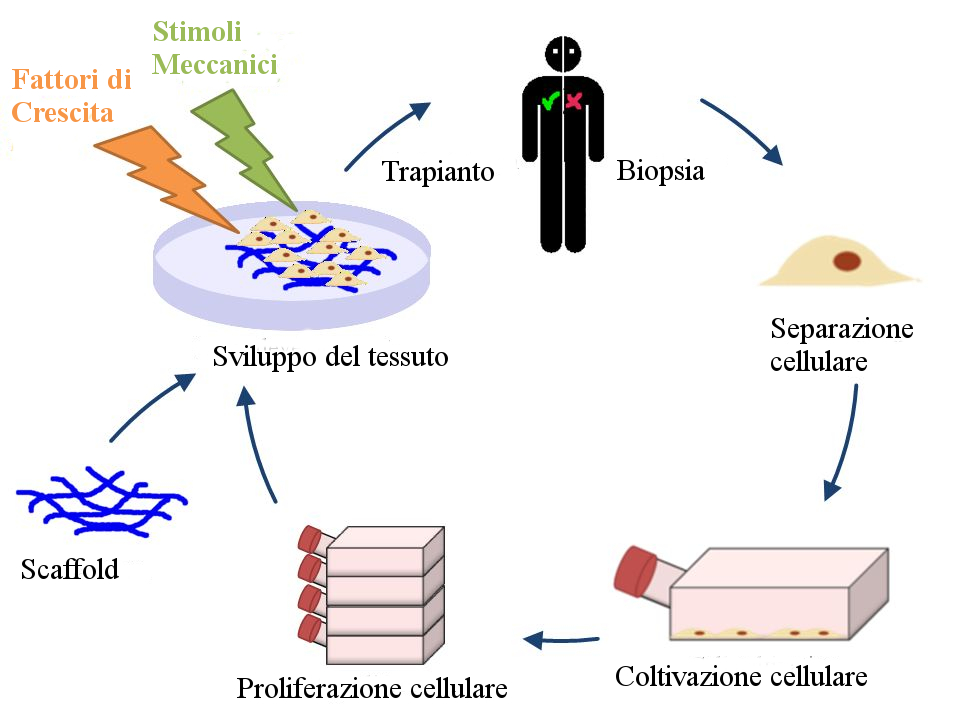
Ingegneria tissutale

L'ambito della biomeccanica è a sua volta un settore applicativo e di ricerca molto vasto, che richiede competenze specifiche, oltre che di meccanica e fisica, anche di chimica, biochimica, istologia, biologia molecolare e fisiologia. Si occupa di caratterizzare dal punto di vista ingegneristico e tecnologico le caratteristiche meccaniche dei tessuti del corpo umano, ma anche di valutare la meccanica del movimento del corpo umano. Sotto questa categoria si può racchiudere anche il campo dell'ingegneria tissutale, che presenta molti punti di contatto con la biomeccanica, anche se richiede conoscenze specifiche di trattamento dei tessuti e di chimica delle superfici.

### Esempi applicativi
Campi d'intervento tipici dell'ingegnere biomedico sono pertanto: la realizzazione di strumenti di diagnosi clinica, ad esempio TAC (tomografia assiale computerizzata) e macchine radiografiche, protesi articolari (protesi d'anca, ginocchio, ecc) e funzionali (valvole cardiache, ecc), realizzazione di sistemi software di supporto alla decisione e all'organizzazione in ambito clinico, ecc. Negli ultimi anni si è diffusa anche in Italia la figura dell'ingegnere clinico, che si occupa della gestione del parco apparecchiature dell'ospedale interessato (health tecnology assessment) sia dal punto di vista manutentivo (gestione degli interventi tecnici, contratti di manutenzione con ditte riparatrici, esecuzione tramite personale tecnico competente delle verifiche di sicurezza, manutenzioni ordinarie ed interventi di manutenzione correttiva sulle apparecchiature), che economico (segnalazione di fuori uso attrezzature biomediche, consulenza sugli acquisti, gestione di gare pubbliche per rinnovo parco macchine....).